# Phryno strigosa
Phryno strigosa är en tvåvingeart som först beskrevs av Carl Ludwig Doleschall 1858.  Phryno strigosa ingår i släktet Phryno och familjen parasitflugor. Inga underarter finns listade i Catalogue of Life.